# Швеція на літніх Олімпійських іграх 2000
Швеція на літніх Олімпійських іграх 2000 була представлена  150 спортсменами. У порівнянні з минулими іграми збірна Швеції піднялася на 11 позицій вгору, завоювавши на 2 золоті медалі більше. Найкращою у складі збірної Швеції стала плавчиня Тереза Альсгаммар, яка завоювала три медалі.

## Нагороди

### Золото
| Золото |                 |                                   |
| №      | Спортсмени      | Вид спорту (дисципліна)           |
| 1      | Мікаель Юнгберг | Греко-римська боротьба (до 97 кг) |
| 2      | Ларс Фреландер  | Плавання (100 м, батерфляй)       |
| 3      | Юнас Едман      | Стрільба (гвинтівка, лежачи)      |
| 4      | Пія Гансен      | Стрільба (дабл-трап)              |

### срібло
| срібло | |                                                |
| №      | Спортсмени | Вид спорту (дисципліна)                        |
| 1      | Магнус Вісландер, Томас Свенссон, П'єрр Торссон, Любомир Враньєш, Стаффан Ульссон, Юган Петтерссон, Томас Сівертссон, Андреас Ларссон, Ула Ліндгрен, Стефан Левгрен, Мартін Френдеше, Матіас Франзен, Петер Гентзель, Магнус Андерссон, Маттіас Андерссон, Мартін Боквіст | Гандбол (чоловіки)                             |
| 2      | Генрік Нільссон Маркус Оскарссон | Веслування на байдарках та каное (1000 м, К-2) |
| 3      | Ян-Уве Вальднер | Настільний теніс (чоловіки)                    |
| 4      | Тереза Альсгаммар | Плавання (50 м, вільний стиль)                 |
| 5      | Тереза Альсгаммар | Плавання (100 м, вільний стиль)                |

### Бронза
| Бронза | |                                             |
| №      | Спортсмени | Вид спорту (дисципліна)                     |
| 1      | Кайса Бергквіст | Легка атлетика (стрибки у висоту)           |
| 2      | Фредрік Лееф | Вітрильний спорт (клас Фінн)                |
| 3      | Тереза Альсгаммар Юганна Шеберг Луїза Єнке Анна-Карін Каммерлінг Юзефіна Ліллгаге (попередні) Малін Сванстрем (попередні) | Плавання (4х100 м, естафета, вільний стиль) |

## Склад Олімпійської збірної Швеції

### Дзюдо
Спортсменів — 1
Змагання з дзюдо проводилися за системою на вибування. До втішних раундів потрапляли спортсмени, які програли півфіналістам турніру. Двоє спортсменів, які здобули перемогу у втішному раунді, у поєдинку за бронзу боролися з переможеними у півфіналі.
Чоловіки
| Спортсмен          | Категорія | 1/32               | 1/16                                   | 1/8                | Чвертьфінали       | Півфінали          | Перший доп. раунд  | Втішний чвертьфінал | Втішний півфінал   | За 3 місце Фінал   | Місце |
| Спортсмен          | Категорія | Суперник Результат | Суперник Результат                     | Суперник Результат | Суперник Результат | Суперник Результат | Суперник Результат | Суперник Результат  | Суперник Результат | Суперник Результат | Місце |
| ------------------ | --------- | ------------------ | -------------------------------------- | ------------------ | ------------------ | ------------------ | ------------------ | ------------------- | ------------------ | ------------------ | ----- |
| Габріель Бенгтссон | до 66 кг  |                    | Енріке Гімараєш (BRA) пор. 0011 — 1000 | Не пройшов         | Не пройшов         | Не пройшов         | Не пройшов         | Не пройшов          | Не пройшов         | Не пройшов         | 22    |

### Плавання
Спортсменів — 14
До наступного раунду на кожній дистанції проходили найкращі спортсмени за часом, незалежно від місця зайнятого у своєму запливі.
Чоловіки
| Спортсмен                                                               | Змагання              | Попередні запливи | Попередні запливи | Півфінали  | Півфінали  | Фінал      | Фінал      |
| Спортсмен                                                               | Змагання              | Результат         | Місце             | Результат  | Місце      | Результат  | Місце      |
| ----------------------------------------------------------------------- | --------------------- | ----------------- | ----------------- | ---------- | ---------- | ---------- | ---------- |
| Маттіас Улін                                                            | 100 м на спині        | 57,51             | 36                | Не пройшов | Не пройшов | Не пройшов | Не пройшов |
| Патрік Ісакссон                                                         | 100 м брас            | 1:03,05           | 26                | Не пройшов | Не пройшов | Не пройшов | Не пройшов |
| Стефан Нюстранд Ларс Фреландер Маттіас Улін Юган Нюстрем Юган Вальберг* | 4х100 м вільний стиль | 3:19,80           | 7                 |            |            | 3:19,60    | 6          |

Жінки
| Спортсменка                                                                                         | Змагання              | Попередні запливи | Попередні запливи | Півфінали  | Півфінали  | Фінал      | Фінал      |
| Спортсменка                                                                                         | Змагання              | Результат         | Місце             | Результат  | Місце      | Результат  | Місце      |
| --------------------------------------------------------------------------------------------------- | --------------------- | ----------------- | ----------------- | ---------- | ---------- | ---------- | ---------- |
| Юганна Шеберг                                                                                       | 100 м батерфляєм      | 59,59             | 11                | 59,15      | 10         | Не пройшла | Не пройшла |
| Анна-Карін Каммерлінг                                                                               | 100 м батерфляєм      | 59,88             | 15                | 1:00,40    | 16         | Не пройшла | Не пройшла |
| Камілла Юганссон                                                                                    | 100 м на спині        | 1:04,99           | 31                | Не пройшла | Не пройшла | Не пройшла | Не пройшла |
| Емма Ігельстрем                                                                                     | 100 м брас            | 1:11,09           | 22                | Не пройшла | Не пройшла | Не пройшла | Не пройшла |
| Юганна Шеберг Тереза Альсгаммар Луїза Єнке Анна-Карін Каммерлінг Юсефін Лілльгаге* Малин Сванстрем* | 4х100 м вільний стиль | 3:43,77           | 6                 |            |            | 3:40,30    |            |

* — брали участь лише у попередньому запливі

### Стрибки у воду
Спортсменів — 1
В індивідуальних стрибках у попередніх раундах складалися результати кваліфікації та півфінальних стрибків. За їх результатами у фінал проходило 12 спортсменів. У фіналі вони починали з результатами півфінальних стрибків.
Жінки
| Спортсмен      | Змагання | Кваліфікація | Кваліфікація | Півфінал | Півфінал | Всього | Фінал  | Фінал | Всього | Місце |
| Спортсмен      | Змагання | Очков        | Місце        | Очков    | Місце    | Всього | Очков  | Місце | Всього | Місце |
| -------------- | -------- | ------------ | ------------ | -------- | -------- | ------ | ------ | ----- | ------ | ----- |
| Ганна Ліндберг | трамплін | 275,34       | 11           | 233,34   | 6        | 508,68 | 325,83 | 5     | 559,17 | 5     |

### Стрільба
Спортсменів — 2
Після кваліфікації найкращі спортсмени за очками проходили до фіналу, де продовжували з очками, які набрали у кваліфікації. У деяких дисциплінах кваліфікація не проводилася. Там спортсмени виявляли найсильнішого за один раунд.
Чоловіки
| Спортсмен     | Змагання | Кваліфікація | Місце | Фінал      | Місце      | Всього | Місце |
| ------------- | -------- | ------------ | ----- | ---------- | ---------- | ------ | ----- |
| Конні Перссон | треп     | 113          | 13    | Не пройшов | Не пройшов | 113    | 13    |

Жінки
| Спортсмен        | Змагання       | Кваліфікація | Місце | Фінал      | Місце      | Всього | Місце |
| ---------------- | -------------- | ------------ | ----- | ---------- | ---------- | ------ | ----- |
| Моніка Рундквіст | Пістолет, 10 м | 381          | 11    | Не пройшла | Не пройшла | 381    | 11    |

### Тріатлон
Спортсменів — 1
Тріатлон дебютував у програмі літніх Олімпійських ігор. Змагання складалися з 3 етапів — плавання (1,5 км), велоспорт (40 км), біг (10 км).
Чоловіки
| Спортсмен    | Змагання          | Плавання | Велоспорт | Біг      | Підсумковий час | Місце | Відставання |
| ------------ | ----------------- | -------- | --------- | -------- | --------------- | ----- | ----------- |
| Юахим Віллен | особиста першість | 17:48,89 | 59:43,20  | 34:08,71 | 1:51:40,80      | 35    | +03:16,78   |